# Le Secret des poignards volants
Pour plus de détails, voir Fiche technique et Distribution.
Le Secret des poignards volants (十面埋伏, shí miàn mái fú) est un film d'arts martiaux (wu xia pian) sino-hongkongais réalisé par Zhang Yimou, sorti en 2004. Il a été présenté pour la première fois au Festival de Cannes 2004 en Hors-Compétition.

## Synopsis
Dans la province chinoise du Liaoning, en 859 vers la fin de la dynastie Tang, un groupe de bandits du Jiang hu, les Poignards Volants, vole les riches pour donner aux pauvres et nargue le pouvoir en place. En réponse, le meneur des Poignards Volants est assassiné. Comme leur nouveau chef se comporte plus brutalement encore que son prédécesseur, tout en restant inconnu des autorités, le capitaine Leo et son lieutenant Jin sont chargés de l'identifier et de l'arrêter. Xiao Mei, une danseuse aveugle, est soupçonnée d'être la fille de l'ancien chef et reste la seule piste menant au nouveau chef. Par ruse, le lieutenant Jin se fait passer pour un guerrier solitaire nommé Vent et la fait évader de prison pour l'accompagner auprès du chef des Poignards volants. Durant leur périple, Xiao Mei et Vent s'éprennent l'un de l'autre, échappent à la mort après d'âpres combats (on apprend alors que Mei faisait semblant d'être aveugle). À la fin, un combat sanglant oppose les deux rivaux, le capitaine Leo et le lieutenant Jin, pour Xiao Mei, qui se meurt, dans une tempête de neige. Le capitaine Leo a préféré la tuer plutôt que de la laisser à son rival, le lieutenant Jin. Ce dernier choisit de rester avec Xiao Mei et de mourir avec elle, dans ses bras, enseveli par la neige qui les recouvre et le capitaine renonce à Xiao Mei pour partir, en titubant, et continuer son rôle d'espion dans l'armée impériale.

## Fiche technique
- Titre : Le Secret des Poignards Volants
- Titre original : Shi mian mai fu (十面埋伏)
- Titre anglais : House of Flying Daggers
- Réalisation : Zhang Yimou
- Scénario : Li Feng, Wang Bin et Zhang Yimou
- Musique : Shigeru Umebayashi
- Photographie : Zhao Xiaoding
- Montage : Cheng Long
- Décors : Huo Tingxiao
- Costumes : Emi Wada
- Production : William Kong, Zhang Yimou, Zhang Zhenyan et Zhang Weiping
- Budget : 12 000 000 $[1]
- Pays d'origine : Chine, Hong Kong
- Langue : mandarin
- Format : Couleurs - 2,35:1 - Dolby Digital - 35 mm
- Genre : wu xia pian, drame
- Durée : 119 minutes
- Dates de sortie :
  - 19 mai 2004 : Festival de Cannes
  - 15 juillet 2004 :  Hong Kong
  - 16 juillet 2004 :  Chine
  - 17 novembre 2004 :  France  Suisse
  - 24 novembre 2004 :  Belgique
  - 17 décembre 2004 :  Canada

## Distribution
- Takeshi Kaneshiro (VF : Emmanuel Garijo) : Jin
- Zhang Ziyi (VF : Audrey Atamaniuk) : Mei
- Andy Lau (VF : Jean-Philippe Puymartin) : Leo
- Dandan Song (VF : Christiane Jean) : Yee

## Bande originale
La musique du film a été réalisée par Shigeru Umebayashi et comprend les titres suivants :
1. Opening Title
2. Beauty Song (Jia Ren Qu) - chanté par Zhang Ziyi
3. The Echo Game
4. The Peonyhouse
5. Battle in the Forest
6. Taking Her Hand
7. Leo's Eyes
8. Lovers (Flower Garden)
9. No Way Out
10. Lovers
11. Farewel No. 1
12. Bamboo Forest
13. Ambush in Ten Directions (Shi Mian Mai Fu)
14. Leo's Theme
15. Mei and Leo
16. The House of Flying Deggers
17. Lovers (Mei and Jin)
18. Farewell No. 2
19. Until The End
20. Lovers (Title Song) - chanté par Kathleen Battle

## Origine littéraire
Le film a pour thème le malheur qu'une très belle femme apporte à deux hommes. Ce thème est tiré d'un poème fameux écrit par un poète de la dynastie Han, Li Yannian (李延年) :
| Chinois traditionnel | Chinois simplifié |
| --- | --- |
| 北方有佳人，絕世而獨立。 一顧傾人城，再顧傾人國。 寧不知傾城與傾國。 佳人難再得。                                                     | 北方有佳人，绝世而独立。 一顾倾人城，再顾倾人国。 宁不知倾城与倾国。 佳人难再得。 |
| Transcription en pinyin | Traduction française |
| Běifāng yǒu jiārén, juéshì ér dúlì. Yí gù qīng rén chéng, zài gù qīng rén guó. Nìng bù zhī qīng chéng yǔ qīng guó. Jiārén nán zài dé. | Dans le Nord vit une beauté, indépendante et sans pareille. Un regard d'elle fera tomber une ville ; un second regard fera tomber une nation. On préfèrerait ne pas savoir si ce sera une ville ou une nation qui tombera. Car contempler encore telle beauté serait bien difficile. |

## Accueil
Le film a connu un important succès commercial, rapportant environ 92 863 000 $ au box-office mondial pour un budget de 12 000 000 $. En France, il a réalisé 455 137 entrées.
Il a reçu un accueil critique très favorable, recueillant 88 % de critiques positives, avec une note moyenne de 7,8/10 et sur la base de 167 critiques collectées, sur le site agrégateur de critiques Rotten Tomatoes. Sur Metacritic, il obtient un score de 89/100 sur la base de 37 critiques collectées.

## Autour du film
- Ce devait être la dernière apparition de l'actrice Anita Mui dans un film. Elle avait déjà accepté le rôle, mais en pleine lutte contre son cancer, ses scènes ne devaient être tournées qu'au début de l'année 2004. Après sa mort le 30 décembre 2003, le cinéaste Zhang Yimou décida de modifier le scénario plutôt que de lui trouver une remplaçante. Le nom d'Anita Mui est toujours présent au générique.
- C'est la diva Kathleen Battle qui interprète le thème du film, Lovers.
- Le Secret des Poignards Volants fut le choix officiel de la Chine pour représenter le pays durant les Oscar 2004 en tant que Meilleur film étranger.
- Pour préparer son rôle, l'actrice Zhang Ziyi vécut deux mois avec une jeune aveugle. Cette dernière était atteinte de cécité depuis l'âge de 12 ans à cause d'une tumeur cérébrale.
- Pensant que les Occidentaux ne seraient pas capables de différencier les personnages d'Andy Lau et Takeshi Kaneshiro qui sont vêtus à l'identique durant le début du film, le cinéaste décida de faire manger des cacahuètes au personnage de Kaneshiro durant plusieurs scènes pour les distinguer[réf. nécessaire].

## Distinctions

### Récompenses
- Coq d'or 2004 : meilleurs décors
- NBR Awards 2004 : meilleurs décors
- Satellite Awards 2005 : meilleure photographie, meilleurs effets visuels
- NSFC Awards 2005 : meilleure réalisation, meilleure photographie

### Nominations
- Festival de Cannes 2004 : Hors-Compétition
- Coq d'or 2004 : meilleur film, meilleure réalisation, meilleurs son
- Oscar de la meilleure photographie 2005
- BAFTA Awards 2005 : meilleur film en langue étrangère, meilleure actrice (Zhang Ziyi), meilleure photographie, meilleurs décors, meilleurs costumes, meilleur montage, meilleur son, meilleurs effets visuels, meilleurs maquillages et coiffures
- Golden Globe du meilleur film en langue étrangère 2005
- Prix du meilleur film asiatique, lors des Hong Kong Film Awards en 2005
- Saturn Awards 2005 : meilleur film fantastique, meilleure actrice (Zhang Ziyi), meilleure réalisation et meilleurs costumes
- Satellite Awards 2005 : meilleur film étranger, meilleurs décors, meilleurs costumes, meilleur montage, meilleur son